# Torneio Hubert Jerzeg Wagner de Voleibol de 2011
O Torneio Hubert Jerzeg Wagner de Voleibol de 2011 foi 9ª edição desta competição amistosa organizada pela Fundação Hubert Jerzy Wagner em parceria com a Federação Polonesa de Voleibol (em polonês/polaco:  Polski Związek Piłki Siatkowej) que ocorreu em Katowice, Polônia, de 26 a 28 de agosto.
A seleção italiana conquistou seu primeiro título da competição e o ponteiro italiano Cristian Savani foi eleito o melhor jogador do torneio.

## Formato da disputa
Disputa em turno único, com todas as seleções se enfrentando.

### Critérios de desempate
1. Número de vitórias
2. Número de pontos
3. Sets average
4. Pontos average

Partidas terminadas em 3–0 ou 3–1: 3 pontos para o vencedor, 0 pontos para o perdedor;
Partidas terminadas em 3–2: 2 pontos para o vencedor, 1 ponto para o perdedor.

## Seleções participantes
As seguintes seleções foram selecionadas para competir o torneio.
| Equipe  | Última participação |
| ------- | ------------------- |
| Polônia | 2010                |
| Chéquia | 2010                |
| Itália  | 2009                |
| Rússia  | 2004                |

## Local das partidas
| Katowice, Polônia  |
| Spodek             |
| ------------------ |
|                    |
| Capacidade: 11 500 |

## Fase única
|     |         |     | Jogos | Jogos | Jogos | Resultados | Resultados | Resultados | Resultados | Resultados | Resultados | Sets | Sets | Sets  | Pontos | Pontos | Pontos |
| Pos | Equipe  | Pts | T     | V     | D     | 3–0        | 3–1        | 3–2        | 2–3        | 1–3        | 0–3        | V    | P    | R     | V      | P      | R      |
| --- | ------- | --- | ----- | ----- | ----- | ---------- | ---------- | ---------- | ---------- | ---------- | ---------- | ---- | ---- | ----- | ------ | ------ | ------ |
| 1   | Itália  | 8   | 3     | 3     | 0     | 0          | 2          | 1          | 0          | 0          | 0          | 9    | 4    | 2.250 | 324    | 315    | 1.029  |
| 2   | Rússia  | 7   | 3     | 2     | 1     | 2          | 0          | 0          | 1          | 0          | 0          | 8    | 3    | 2.667 | 274    | 229    | 1.197  |
| 3   | Chéquia | 3   | 3     | 1     | 2     | 1          | 0          | 0          | 0          | 1          | 1          | 4    | 6    | 0.667 | 233    | 252    | 0.925  |
| 4   | Polônia | 0   | 3     | 0     | 3     | 0          | 0          | 0          | 0          | 1          | 2          | 1    | 9    | 0.111 | 205    | 240    | 0.854  |

### Resultados
- Todas as partidas seguiram o fuso horário local (UTC+2).

| Data   | Hora  |         | Placar |         | Set 1 | Set 2 | Set 3 | Set 4 | Set 5 | Total   | Relatório |
| ------ | ----- | ------- | ------ | ------- | ----- | ----- | ----- | ----- | ----- | ------- | --------- |
| 26 ago | 18:00 | Rússia  | 2–3    | Itália  | 30–32 | 25–19 | 32–30 | 22–25 | 15–17 | 124–123 | Resultado |
| 26 ago | 20:00 | Polônia | 0–3    | Chéquia | 21–25 | 18–25 | 25–27 |       |       | 64–77   | Resultado |
| 27 ago | 14:00 | Chéquia | 0–3    | Rússia  | 17–25 | 18–25 | 14–25 |       |       | 49–75   | Resultado |
| 27 ago | 16:30 | Polônia | 1–3    | Itália  | 15–25 | 25–13 | 23–25 | 21–25 |       | 84–88   | Resultado |
| 28 ago | 14:00 | Chéquia | 1–3    | Itália  | 25–27 | 36–38 | 25–23 | 21–25 |       | 107–113 | Resultado |
| 28 ago | 16:30 | Polônia | 0–3    | Rússia  | 22–25 | 16–25 | 19–25 |       |       | 57–75   | Resultado |

## Classificação final
| Posição | Equipe  |
| ------- | ------- |
| 1       | Itália  |
| 2       | Rússia  |
| 3       | Chéquia |
| 4       | Polônia |

## Premiações
| Torneio Hubert Jerzeg Wagner de 2011 |
| Itália                               |
| ------------------------------------ |
| Itália Campeã (1º título)            |

### Individuais
Os atletas que se destacaram individualmente foramː
| - Most Valuable Player (MVP) Cristian Savani - Melhor saque Alexander Volkov - Melhor recepção Denis Biryukov - Melhor bloqueador Luigi Mastrangelo | - Melhor ataque Maxim Mikhaylov - Melhor levantador Lukas Tichacek - Melhor líbero Andrea Giovi |